# توافق‌نامه آتش‌بس ۲۰۲۵ هند و پاکستان
در ۱۰ مه ۲۰۲۵، توافق آتش‌بس با میانجیگری ایالات متحده توسط جمهوری هند و جمهوری اسلامی پاکستان امضا شد. نیروهای مسلح هند در ۷ مه ۲۰۲۵، در پاسخ به حمله پهلگام که منجر به آغاز درگیری هند و پاکستان در سال ۲۰۲۵ شد، به پاکستان حمله کردند. به دلیل حملات موشکی هند به پاکستان، تظاهرات جهانی زیادی در واکنش به این درگیری آغاز شد. از زمان اجرای آتش‌بس، منابع هندی ادعا کردند که صدای انفجارهای بلندی شنیده شده و حملاتی در آسمان سرینگر و جامو و کشمیر تحت کنترل هند مشاهده شده است.

## پیشینه
پس از حمله ۲۰۲۵ پَهَلگام در ۲۲ آوریل ۲۰۲۵، نیروهای مسلح هند در پاسخ به این حمله، حملات موشکی به جمهوری اسلامی پاکستان انجام دادند. در ۱۰ مه ۲۰۲۵، ۳ روز پس از حملات هند به پاکستان، نیروهای مسلح پاکستان عملیاتی را در تلافی حملات هند آغاز کردند و چندین پایگاه نظامی هند را هدف قرار دادند. بسیاری از کشورها مانند افغانستان، الجزایر، بنگلادش، چین، قطر، روسیه، ایران، اوکراین، عربستان سعودی، امارات متحده عربی، بریتانیا، ایالات متحده آمریکا و بسیاری دیگر از هر دو کشور خواستند که تعامل دیپلماتیک را دنبال کنند و از تشدید تنش‌ها خودداری کنند.

## روند مذاکره
در ۱۰ مه ۲۰۲۵، ویکرام مصری، وزیر امور خارجه هند، و اسحاق دار، وزیر امور خارجه پاکستان، اعلام کردند که ارتش‌های هر دو کشور با آتش‌بس کامل موافقت کرده‌اند که از ساعت ۵:۰۰ بعد از ظهر به وقت هند / ۴:۳۰ بعد از ظهر به وقت پاکستان (۱۱:۳۰ به وقت گرینویچ) لازم‌الاجرا خواهد بود. اسحاق دار، وزیر امور خارجه پاکستان، اعلام کرد که ۳۶ کشور در میانجی‌گری آتش‌بس نقش داشته‌اند. دونالد ترامپ، رئیس‌جمهور آمریکا، پس از اظهارات رسمی وزرای امور خارجه هند و پاکستان، از طریق رسانه‌های اجتماعی به موضوع آتش‌بس پرداخت.

## اتهامات تخلفات
به گفته دولت و رسانه‌های هند، پس از اعلام آتش‌بس، صدای انفجارهای مهیبی شنیده شد و پرتابه‌هایی در آسمان سرینگر و جامو در کشمیر تحت کنترل هند مشاهده شد. عطا طرار، وزیر اطلاعات پاکستان، گفت که ادعاهای هند مبنی بر نقض آتش‌بس توسط پاکستان صحت ندارد. او گزارش‌های منابع رسانه‌ای هند را «بی‌اساس» خواند. جمهوری اسلامی پاکستان همچنین جمهوری هند را به نقض توافق آتش‌بس در کشمیر تحت کنترل پاکستان متهم کرد.

## واکنش‌های جهانی
- ایالات متحده آمریکا: رئیس‌جمهور دونالد ترامپ گفت: «پس از یک شب طولانی گفتگو با میانجیگری ایالات متحده، من خوشحالم که اعلام کنم هند و پاکستان با یک آتش‌بس کامل و فوری موافقت کرده‌اند.»[۳۶][۳۷] به هر دو کشور بابت استفاده از عقل سلیم و هوش عالی تبریک می‌گویم.[۳۸][۳۹] از توجه شما به این موضوع متشکرم!»[۴۰][۴۱] مارکو روبیو، وزیر امور خارجه آمریکا اظهار داشت: «خوشحالم که اعلام کنم دولت‌های هند و پاکستان با آتش‌بس فوری و آغاز گفت‌وگوها دربارهٔ مجموعه‌ای از موضوعات در یک سایت بی‌طرف موافقت کرده‌اند.[۴۲][۴۳] ما نخست‌وزیران مودی و شریف را به دلیل خرد، تدبیر و دولتمردی در انتخاب راه صلح ستایش می‌کنیم.»[۴۴][۴۵]
- بنگلادش: محمد یونس، رهبر موقت بنگلادش گفت: «من صمیمانه از شری نارندرا مودی، نخست‌وزیر هند و شهباز شریف، نخست‌وزیر پاکستان، به خاطر توافق با آتش‌بس با اثر فوری و مشارکت در گفت‌وگو، صمیمانه قدردانی می‌کنم.[۴۶][۴۷][۴۸] بنگلادش به حمایت از دو همسایه خود برای حل اختلافات از طریق دیپلماسی ادامه خواهد داد.»[۴۹][۵۰]
- اتحادیه اروپا: کاجا کالاس، مسئول سیاست خارجی اتحادیه اروپا گفت: «آتش‌بس اعلام شده بین هند و پاکستان گامی حیاتی در جهت کاهش تنش است. تمام تلاش‌ها باید برای اطمینان از رعایت آن انجام شود.»[۵۱] اتحادیه اروپا همچنان به صلح، ثبات و مبارزه با تروریسم در منطقه متعهد است.»[۵۲][۵۳]
- بریتانیا: دیوید لامی، وزیر امور خارجه بریتانیا گفت: «از آتش‌بس امروز بین هند و پاکستان بسیار استقبال می‌شود.[۵۴] من از هر دو طرف می‌خواهم که این را حفظ کنند.[۵۵][۵۶] تنش زدایی به نفع همه است.»[۵۷][۵۸]
- عربستان سعودی: وزارت امور خارجه عربستان سعودی اعلام کرد: وزارت امور خارجه از توافق آتش‌بس میان پاکستان و هند استقبال می‌کند و خوشبین است که این توافقنامه امنیت و صلح را در منطقه بازگرداند.[۵۹][۶۰] پادشاهی هر دو طرف را به دلیل اولویت دادن به خرد و خویشتن‌داری ستایش می‌کند و بر حمایت خود از حل و فصل اختلافات از طریق گفتگو و ابزارهای صلح آمیز تأکید می‌کند.»[۶۱][۶۲]
- سازمان ملل متحد: استفان دوجاریک، سخنگوی دبیرکل سازمان ملل متحد، گفت: «دبیرکل از توافق آتش‌بس بین هند و پاکستان به عنوان گامی مثبت در جهت پایان دادن به خصومت‌های کنونی و کاهش تنش‌ها استقبال می‌کند.[۶۳][۶۴] او امیدوار است که این توافق به صلح پایدار کمک کند و محیطی مساعد برای رسیدگی به مسائل گسترده‌تر و دیرینه بین دو کشور ایجاد کند.»[۶۵][۶۶]
- چین: وانگ یی، وزیر امور خارجه چین با آجیت دووال، مشاور امنیت ملی هند گفت‌وگو کرد و ابراز امیدواری کرد که دهلی نو و اسلام‌آباد اختلافات خود را از طریق گفتگو حل کنند و به یک آتش‌بس پایدار دست یابند.[۶۷]